# Mario Mieli
Pour les articles homonymes, voir Mieli.
Ne doit pas être confondu avec Valerio Mieli.
 (août 2021).
Mario Mieli, né le 21 mai 1952 à Milan et mort le 12 mars 1983, est considéré comme l'un des fondateurs du mouvement de libération gay/transgenre en Italie. Il se suicide à l'âge de trente ans.
Il est parmi les auteurs italiens le plus pertinent à s'être occupé de recherches sur l'homosexualité dans l'acception la plus large du terme, que ce soit du point de vue anthropologique ou historique. Il a donné son nom au Cercle de culture homosexuelle Mario Mieli, créé à Rome en 1983, l'année de sa mort.

## Biographie
Mario Mieli naît en 1952, d'une famille de la bourgeoisie industrielle juive qui a fait obstacle au développement de sa personnalité jusqu'à le faire interner dans un hôpital psychiatrique.[réf. nécessaire]
Il reçoit un diplôme en Philosophie morale avec une thèse qui sera publiée sous une forme remaniée en 1977 sous le titre d'Elementi di critica omosessuale (Éléments de critique homosexuelle) et qui deviendra un fondement de la théorie sur le genre en Italie et, dans une moindre mesure, en dehors.
Au début des années 1970 il partit pour Londres où il fréquenta le Gay Liberation Front local. De retour en Italie, en 1971 il fit partie des fondateurs du Fuori! — le premier mouvement de libération gay italien, avec lequel il prit ses distances quand, en 1974, celui-ci forma, paritairement, une fédération avec le Parti radical.
Entretemps, il se consacra au théâtre, provoquant le scandale pour les mentalités de l'époque (rappelons le spectacle La Traviata Norma. Ovvero: Vaffanculo... ebbene sì! - La Norme dévoyée. Ou bien : va te faire enculer... Eh bien oui !, 1976).

## Le personnage
Mario Mieli fut l'un des premiers à contester les catégories de genre en s'habillant toujours de manière féminine ; coprophage éhonté, il utilisa aussi son image et ses rôles pour porter en avant la bataille des droits individuels inaliénables.
Son portrait apparaît sous le nom de « Maria » dans le roman Turbamento de Dario Bellezza.

## Le penseur
Mario Mieli a été l'un des premiers chercheurs et activistes du Mouvement de Libération Homosexuel Italien, à côté de Ferruccio Castellano, Massimo Consoli, Elio Modugno, Angelo Pezzana et Nicolino Tosoni. Tous partageaient la conviction que la libération de l'homophobie ancestrale devait se fonder sur la connaissance de sa propre identité, censurée dès la naissance de la culture dominante, de leur retenue anthropologiquement sexophobe et obstinément homophobe : ils partirent de ses bases pour abattre la discrimination multiséculaire en s'opposant à ceux qui s'identifient par une sexualité axiomatiquement définie comme naturelle et normale.
Il embrassa immédiatement le marxisme, cherchant à le remodeler en fonction de la lutte de la libération homosexuelle, par une libération pleine et entière des, de tous les, homosexuels.
Il rechercha le noyau de la question que les homosexuels se trouvent à affronter lors de ces années non seulement l'opposition hétérosexuel-homosexuel, mais la dénonciation de l'inconsistance et du vice idéologique au principe de la « monosexualité ». À cette prospective unilatérale, incapable de rendre compte de la nature ambivalente et dynamique de la dimension sexuelle, il oppose un principe d'éros libre, multiple et polymorphe.
Au cours de cette opération, Mieli dénonça avec une grande clarté combien tragiquement ridicule était « l'énorme majorité des gens, dans leur division monstrueuse en garçon ou en « femme » […]. Si le travesti apparaît ridicule à ceux qui le rencontrent, bien plus ridicule est pour le travesti la nudité de ceux qui lui rient au visage ».
Dans la préface dans l'édition Feltrinelli de Éléments de critique homosexuelle (2002), Le professeur Tim Dean de l'université de Buffalo, et rédacteur précise la pensée de Mieli : « Dans le processus politique de restructuration de la société [...] Mieli n'hésite pas à inclure dans la liste des expériences rédemptrices la pédophilie, la nécrophilie, et la coprophagie ». Pour lui, il s'agit de « redéfinir  drastiquement le communisme en le réinventant comme une redécouverte des corps [...] La corporéité humaine entre librement en relation égalitaire multiple, « démocratiquement » avec tous les êtres de la Terre, y compris ' les enfants et les nouveaux arrivés de tous les types, corps des défunts, animaux, plantes, objets ». Mieli annule ainsi, démocratiquement toute différence non seulement entre les êtres humains, mais aussi entre les espèces ».
Les obstacles à cette révolution sociale sont les valeurs familiales traditionnelles et chrétiennes, liquidés par Mieli comme les « préjugés d'une certaine canaille réactionnaire » et qui, transmis via l'éducation, « transforment l'enfant en adulte hétérosexuel ».
C'est un partisan déterminé de la pédophilie qui déclare vouloir « liquider toutes les valeurs familiales » et en particulier chrétiennes. Il est favorable au fait que chaque individu, comme les enfants, doit libérer sa perversité polymoporphe. D'autre part Mieli est un coprophage avoué.
Les enfants, selon la pensée de Mieli, doivent se « libérer » et atteindre la pleine réalisation de leur « perversité polymorphe », notamment avec l'aide des pédophiles, a fortiori s'ils sont homosexuels : « Nous, pédales révolutionnaires, savons voir l'homme libre qui se cache dans l'enfant. Nous, oui, nous pouvons aimer les enfants. Nous pouvons les désirer  érotiquement et répondre à leur envie d'Éros, nous pouvons accueillir à bras ouverts la sensualité enivrante qu'ils diffusent, nous pouvons faire l'amour avec eux. C'est pourquoi la pédérastie est si durement condamnée : elle adresse des messages d'amour à l'enfant, que la société, à travers la famille, traumatise, édu-castre, nie ».